# Yseult Gervy
Yseult Gervy (Nivelles, Bélgica, 20 de enero de 1979) es una nadadora retirada especializada en pruebas de estilo espalda y estilo combinado. Fue medalla de bronce en la prueba de 400 metros estilos durante el Campeonato Europeo de Natación de 2000.
Representó a Bélgica en los Juegos Olímpicos de Atlanta 1996 y Sídney 2000.

## Palmarés internacional
| Campeonato Europeo de Natación | Campeonato Europeo de Natación | Campeonato Europeo de Natación | Campeonato Europeo de Natación |
| Año                            | Lugar                          | Medalla                        | Prueba                         |
| ------------------------------ | ------------------------------ | ------------------------------ | ------------------------------ |
| 2000                           | Helsinki (Finlandia)           | Medalla de bronce              | 400 m estilos                  |